# Kurt Grimm (Regisseur)
Kurt Grimm (* 6. Januar 1931 in München; † 6. November 2004 ebenda) war ein deutscher Film- und Fernsehregisseur.

## Leben
Der gelernte Kaufmann Kurt Grimm begann seine Karriere in Hamburg mit Werbe- und Dokumentationsfilmen. Zeitweise arbeitete er als Assistent des Produzenten Fritz Boehner, später dann vorwiegend über wirtschafts- und gesellschaftspolitische Themen beim NDR. 1962 erhielt Grimm den Deutschen Filmpreis.
Von der ersten Sendung im Oktober 1967 bis zu seinem Ruhestand im November 1998 arbeitete Grimm beim ZDF für die Sendereihe Aktenzeichen XY … ungelöst von Eduard Zimmermann, in der es um die Aufklärung von Verbrechen mit Hilfe der Fernsehzuschauer geht. Bei über 300 Ausgaben führte er im Studio die Regie, ebenso bei vielen hundert der dort ausgestrahlten Filmfälle, an deren Drehbüchern er oft maßgeblich beteiligt war. In einigen dieser Streifen übernahm Grimm auch selbst kleinere Rollen.

## Ehrungen
- Bundesverdienstkreuz am Bande (28. Januar 1998)[1]